# Quies
Pour les articles ayant des titres homophones, voir Kiès et Qui est-ce ?.
Quies est une entreprise française spécialiste des protections auditives. Son siège social se trouve à Palaiseau, dans le pôle technologique Paris-Saclay.

## Choix du nom
Le mot quies signifie « calme », « quiétude », ou « tranquillité » en latin. Les Romains célébraient Quies, divinité mineure homonyme (assimilée à la divinité grecque Hésychia), servante du dieu du sommeil Hypnos ; Saint Augustin, dans La Cité de Dieu (livre IV, chapitre XVI), parle de cette déesse et de son temple près de la porte Colline de Rome. 
La dénomination est reprise par un pharmacien parisien, M. Pascal, qui, en 1918, fabrique pour la première fois des protections auditives à la demande d'une cliente qui se plaint de nuisances sonores. Le mari de celle-ci, Louis Henry-Lepaute, héritier d'une riche famille d'horlogers s'associe en 1921 au pharmacien  et avec un ami juriste, Joseph Moreau, afin de créer la marque.

## Histoire
Les premières protections auditives sont à base d'un mélange de cire et de coton, et ce type de bouchon d'oreille existe encore aujourd'hui, bien que la gamme de protections auditives se soit élargie, chez Quies comme chez ses concurrents. Quies est une marque déposée. Elle ne peut être utilisée pour désigner des produits qui ne sont pas commercialisés sous la marque Quies.
Les premières boules Quies portent le nom « sourdine », avant que le nom de l'entreprise (créée en 1921) ne s'impose.
Quies, dans l'entre-deux-guerres, remporte beaucoup de prix. Ses ateliers et laboratoires sont longtemps sis rue Auguste-Chabrières dans le quinzième arrondissement de Paris. L'entreprise quittera Paris pour Palaiseau, en banlieue sud-sud-ouest, dans le nord de l'Essonne, au début des années 1990. 
Au sortir de la Seconde Guerre mondiale, Quies fabrique un million de boules.
Dans les années 1950 les boules Quies sont toujours fabriquées à la main, roulées par des « bouleuses », des contremaitres vérifiant la taille des boules. Elles sont ensuite envoyées dans des caisses à des conditionneuses qui les roulent dans du coton et les mettent dans des boites. Une partie de ce dernier travail est fait par des travailleuses à domicile à Chauvigny dans la Vienne. L'entreprise prospère, faisant une intense publicité, les ventes étant presque multipliées par dix entre 1945 et 1960. Durant cette période, un des fondateurs, Joseph Moreau cède ses parts à son fils Claude, qui devient actionnaire majoritaire de la société. En 1962, il lance un masque de relaxation occultant en tissu qui restera longtemps l'unique autre produit de la société.
En 1964, celui-ci nomme son gendre, Yves Denis du Péage, à la direction de l'entreprise dans le but de mécaniser la production. Mais il n'existe alors pas de machine capable d'assurer la production de boules de cire. Ce n'est qu'au début des années 1970 que l'entreprise entre dans l'ère de la mécanisation, inaugurant un nouvel atelier à Gennevilliers, et des normes draconiennes à respecter, notamment dans le dosage de la cire. Mais l'encontonnage et la mise en boite restent encore assurés à Chauvigny en travail manuel même si les  boules sont alors distribuées dans une boîte en plastique et non plus en aluminium.
En 1985, Olivier Denis du Péage, petit-fils du dirigeant, prend la direction de l'entreprise. En 1990, la production déménage dans de nouveaux locaux à Palaiseau dans l'Essonne. Le nouveau dirigeant élargit la distribution vers les grandes surfaces, alors qu'elle était auparavant, au travers du répartiteur pharmaceutique OCP, presque exclusivement tournée vers les officines. 
Dans les années 1990, la gamme Quies s'élargit, répondant ainsi à la concurrence internationale et à la demande des grands distributeurs. A la fin des années 1900, une nouvelle machine automatise l'encotonnage des boules
En 2010 est créé une holding familiale, Chabrières et entame peu après une politique d'acquisition externe avec en 2012, le rachat de Médusyl et Médusol, des laits pour la peau puis en 2017 celui de Prod'Embout Technologies, société française qui fabrique des produits auditifs pour les professionnels (musiciens, entreprises de sécurité...) et l'année suivant d'EPI 3D Protection, qui fabrique des protections auditives individuelles moulées destinés aux industries très bruyantes.
En 2023 Quies fabrique soixante millions de boules en cire chaque année selon les normes ISO 9001 et vend dans 25 pays.

### Lancement de produits
- 1960, masque de relaxation (masque occultant) ;
- 1998, protection auditive Quies Avion ;
- 1999, bâtonnets double action OTOSPOON ;
- 2000, protection auditive Quies en mousse ;
- 2002, spray auriculaire DOCUSPRAY ;
- 2004, protection auditive Quies en silicone malléable ;
- 2005, spray anti-ronflement ;
- 2006, protection auditive Quies en silicone réticulé spécial « Bricolage » ;
- 2008, rachat de la marque DOCULYSE, produit pour le traitement et la prévention de l'excès de cérumen et lancement des pastilles anti-ronflement ;
- 2010, bandeau d'oreilles en néoprène ;
- 2011, solution multifonctions pour lentilles ;
- 2012, Médusyl lait double protection, soleil et méduses ;
- 2014, spray auriculaire DOCUCALM pour les démangeaisons du conduit auditif; produits anti-poux; produits d'entretien pour aides auditives ;
- 2016, assistant d'écoute préréglé ;
- 2017, orthèse d'avancée mandibulaire (anti-ronflement) ;
- 2020, gouttière buccale (anti-ronflement) ;
- 2021, cure oreille (hygiène & soin) ;
- 2022, gamme Quies Specific constituée de 5 références (avion, sommeil, bricolage, musique, moto).

## Présence de la marque au cinéma
Dans le film de comédie policière Fantômas, réalisé par André Hunebelle et sorti en 1964, les boules Quies sont utilisées par le scénario. Dans une scène au domicile du personnage du commissaire Juve, interprété par Louis de Funès, celui-ci pour pouvoir enfin dormir dans le calme met des boules Quies (un bref plan en montre la boîte, porteuse de la marque, à l'écran), de ce fait il ne peut plus tard entendre la sonnerie de son téléphone, quand ses adjoints tentent de le joindre pour lui annoncer que le bandit Fantômas vient de commettre un nouveau forfait. Dans une scène ultérieure où il est soupçonné par ses adjoints d'être lui-même Fantômas, dans une réplique devenue culte du film, il explique n'avoir rien entendu à cause de ses boules Quies (que, comiquement, il prononce « boules cui-yes »). 

Les boules Quies ont un rôle central dans l'intrigue du court-métrage La Muette (du nom du quartier bourgeois éponyme de Paris), réalisé par Claude Chabrol, sa contribution au film à sketches Paris vu par…, sorti en 1965, dont chacune de ses six parties est réalisée par un cinéaste de la Nouvelle Vague. Un personnage de jeune lycéen (interprété par Gilles Chusseau) ne supporte plus les continuelles et souvent futiles disputes de ses parents (joués par Claude Chabrol et Stéphane Audran). Un peu avant le milieu du film, après avoir commis diverses bêtises dans le cossu appartement familial, il trouve sur un meuble une boîte de boules Quies, l'ouvre et lit la notice à haute voix. Il décide d'en mettre quand il est chez-lui. Le silence de la bande-son dans certaines des scènes suivantes du film, montre au spectateur qu'effectivement, il n'entend plus ses géniteurs se déchirer. Cependant, en conséquence et dénouement d'un scénario d'une grande noirceur, quand à la suite d'un ultime esclandre avec son mari et un instant après le départ de la maison de celui-ci, sa mère chute accidentellement dans l'escalier, son fils part au lycée sans la voir et surtout sans pouvoir entendre les râles de ce qui est sa probable agonie, car ainsi elle ne peut être secourue…